# Tales from the Borderlands
Tales from the Borderlands ist ein episodisches, interaktives Point-and-Click-Adventure, basierend auf der Borderlands-Reihe. Entwickelt wurde das Spiel von Telltale Games, unter Lizenz des Rechteinhabers 2K Games. Das Spiel folgt einem episodischen Erzählformat, ähnlich wie die ebenfalls von Telltale entwickelten Spiele The Walking Dead und The Wolf Among Us, wo der Spieler Entscheidungen trifft, welche die Spielerzählung beeinflussen.

## Handlung
Die Handlung knüpft an die Ereignisse von Borderlands 2 an und findet größtenteils auf dem Planeten Pandora statt, welcher in der Vergangenheit bereits viele Vault-Hunter angelockt hat. Diese sind auf der Suche nach sogenannten „Vaults“ (Schatzkammern).
Der Spieler steuert die beiden Protagonisten Rhys, einen ehemaligen Hyperion-Angestellten, und Fiona, eine Trickbetrügerin von Pandora. Weitere Charaktere sind unter anderem Fionas Schwester Sasha, Rhys’ beste Freunde Vaughn und Yvette, Bandenchefin Vallory, Attentäterin Athena, welche bereits in vorherigen Teilen vorkam, und Vallorys Sohn August.
Das Spiel wurde in fünf Episoden aufgeteilt:
| Nr. | Titel                      | Handlung |
| --- | -------------------------- | --- |
| 1   | „Zer0 Sum“                 | Die Episode startet in medias res: Ein Fremder entführt Rhys und Fiona, welche inzwischen eine eher feindselige Beziehung zueinander aufgebaut haben. Er zwingt die beiden, ihm die Geschichte des Gortys-Projekts zu erzählen. Rhys, ein Angestellter bei Hyperion, wird von seinem neuen Boss Hugo Vasquez zum neuen Hausmeister degradiert, nachdem man ihm eine Beförderung versprochen hatte. Während dieses Gesprächs erfährt Rhys, dass Vasquez an einem Vault-Key interessiert ist. Als Rache für seine Degradierung beschließen Rhys und Vaughn, Vasquez den Deal vor der Nase wegzuschnappen. Mit einigen finanziellen Mitteln von Hyperion machen sie sich auf den Weg, um den Deal abzuschließen. Jedoch entpuppt sich der Vault-Key als Fälschung, hergestellt von Fionas und Sashas Mentor Felix. Im Laufe der Handlung wird das Geld gestohlen, und Rhys, Vaughn, Sasha, Fiona und Felix formen eine vorübergehende Allianz, um es zurückzubekommen. Rhys installiert einen Hyperion-ID-Chip in seiner Kybernetik in der Hoffnung, dass er ihnen beim Aufspüren des Koffers helfen würde, fällt jedoch für kurze Zeit in Ohnmacht. Sie entdecken den Geldkoffer schließlich an einer alten Basis von Atlas, und Felix versucht ihn zu stehlen. Er löst versehentlich den Sprengsatz im Schloss des Koffers aus und wird nach der Entscheidung des Spielers entweder entkommen oder sterben. Die anderen entdecken Gortys im Untergrund der Basis. Das Hologramm von Handsome Jack erscheint Rhys und erklärt ihnen, dass sie soeben das Gortys-Projekt gefunden haben, welches zu einem Vault führen soll. |
| 2   | „Atlas ausgeraubt“         | Um mehr über das Gortys-Projekt zu erfahren, macht sich die Gruppe in Fionas Wohnwagen auf zu einer weiteren Atlas-Basis. Jedoch werden sie von Hyperion attackiert, was darin resultiert, dass Rhys und Vaughn aus dem Fahrzeug fallen. In der Wüste werden sie von Vasquez entdeckt und bedroht, entkommen jedoch mit Hilfe von Jack und Loader Bot. Gemeinsam machen sie sich auf den Weg zur Atlas-Basis. Unterdessen lassen Fiona und Sasha den ramponierten Wohnwagen vom Mechaniker Scooter reparieren. Darauf besuchen sie Felix’ altes Heim, wo sie diverse nützliche Gegenstände finden, unter anderem eine Erweiterung für Fionas Revolver. Dort werden sie auch von zwei Handlagern Vallorys und der Attentäterin Athena überrascht, können jedoch fliehen. Bei der Atlas-Basis angekommen, werden sie schon von Vasquez und August gefangen genommen, und Rhys und Fiona werden gezwungen, das Gortys-Projekt zu aktivieren. Rhys löst versehentlich den Verteidigungsmechanismus der Basis aus. Hier kann sich der Spieler entscheiden, ob er Jack oder Fiona vertraut. |
| 3   | „Catch a ride“             | Unabhängig davon, wem der Spieler vertraut hat, entkommt die Gruppe der Basis, allerdings sehr knapp. Vaughn wird auf dem Weg nach draußen von einer Verteidigungsdrohne paralysiert. Vor der Basis stellt sich ihnen Vallory entgegen, welche kurzerhand Vasquez erschießt und droht, sie alle umzubringen. Jedoch werden sie schnell zur Flucht gezwungen, als Athena auftaucht, welche sich als Beschützerin und neue Mentorin für Fiona und Sasha herausstellt. Gemeinsam aktivieren sie Gortys, welche sich als kleiner Roboter entpuppt. Sie erklärt den Protagonisten, dass sie erschaffen wurde, um die Kammer des Reisenden zu lokalisieren und zu öffnen. Jedoch tötete Athena alle Atlas-Angestellten, bevor diese eine Chance hatten, Gortys zu vollenden. Gemeinsam machen sie sich auf den Weg, um Gortys Upgrade zu finden, welches sich in einer weiteren Basis von Atlas befindet. Sie können es finden, werden allerdings erneut von Vallory und ihren Leuten entdeckt und gejagt. Basierend auf den Entscheidungen des Spielers wird Vaughn entweder direkt fliehen oder nach seiner Gefangennahme verschwinden. Athena wird besiegt und weggebracht. Gortys ist gezwungen den Standort ihres nächsten Upgrades zu offenbaren, der sich in Jacks Büro auf Helios befindet. |
| 4   | „Fluchtplan Bravo“         | Vallory zwingt Rhys, Fiona, Sasha, Loader Bot und Gortys, das Upgrade aus Jacks Büro zu holen, und schickt August und ihre Handlager mit ihnen. Der Wohnwagen wird mithilfe von Scooter und Athenas Freundin Janey in eine Rakete umgewandelt. Auf dem Flug Richtung Helios allerdings entsteht eine Störung an den Raketen. Scooter opfert sich, damit die Gruppe ihr Ziel erreichen kann. Der Spieler kann ihm zu Ehren einen Satelliten aufsteigen lassen, welcher Scooters Slogan projiziert. Auf Helios angekommen verkleidet Rhys sich als Vasquez, nur um herauszufinden, dass Yvette mit Vasquez zusammengearbeitet hat, um Rhys und Vaughn einzufangen. Als das Sicherheitssystem in Jacks Büro versehentlich aktiviert wird, muss Rhys gezwungenermaßen durch eine Falltür hineingelangen. Dort wird Jack ihm die Kontrolle über Hyperion anbieten. Lehnt der Spieler ab, wird Jack sich von selber in Helios’ Datenbanken hochladen. Nimmt man an, wird Rhys dies für Jack tun. Jack reißt die Kontrolle des gesamten Schiffes an sich. |
| 5   | „Die Kammer des Reisenden“ | Jack versucht, Kontrolle über Rhys’ Körper zu erlangen, um ein Exoskelett in diesen einzubauen. Er offenbart Rhys, dass er vorhat, in dessen Körper weiterzuleben. Rhys entkommt knapp, während Fiona, Sasha und Gortys das Upgrade zum Hangar bringen. Jedoch werden sie von Vallorys Handlangern hintergangen, und diese fliehen mit dem Wohnwagen. Rhys sieht dies und wird in dem Glauben zurückgelassen, dass sie ihn vergessen hätten. Er zerstört den Energiekern von Helios, woraufhin das Schiff droht auf Pandora abzustürzen. Er und Fiona entkommen beide mithilfe von Loader Bot, welcher allerdings gezwungenermaßen auf dem abstürzenden Schiff zurückbleiben muss. Im Wrack von Helios lädt sich Jack wieder in Rhys Kybernetik hoch und versucht ihn umzubringen. Allerdings ist Rhys in der Lage, seinen mechanischen Arm und sein ECHO-Auge, sowie seinen Datenspeicher aus seinem Körper zu entfernen. Der Spieler kann sich entscheiden, ob er das ECHO-Auge behält oder zerstört. Unterdessen hat Vallory Gortys dazu gebracht, die Kammer des Reisenden zu öffnen. Jedoch kam mit der Kammer ein riesiges Monster, und Gortys ist nicht in der Lage, dieses in Schach zu halten. Vallory versucht daraufhin, Gortys mit ihrem Raketenwerfer zu zerstören. Als Fiona dazwischengehen will, erklärt Vallory ihr, dass sie keine andere Chance haben. Kurz darauf wird sie von dem Monster getötet. Fiona und Sasha benutzen den Raketenwerfer, um Gortys auf ihr Flehen hin zu zerstören. In der Gegenwart entpuppt sich der Fremde als Loader Bot, welcher die Zerstörung Gortys mitangesehen hatte. Er offenbart ihnen, dass er sie alle wieder zusammenbringen möchte, um Gortys erneut zusammenzubauen und das Monster dieses Mal zu zerstören. Damit möchte er Gortys ein freies Leben ermöglichen. Mit der Hilfe von alten Kameraden schaffen sie es, das Monster zu zerstören. Rhys und Fiona betreten die Kammer gemeinsam, öffnen eine Schatzkiste und werden an einen unbekannten Ort teleportiert. |

## Spielprinzip und Technik
Tales from the Borderlands ähnelt in seinem Aufbau sehr den vorherigen Telltale-Games-Spielen. Zusätzlich weist es einige Ego-Shooter-artige Elemente auf. Es basiert auf Entscheidungen, welche vom Spieler getroffen werden, und dem Lösen und Durchführen von Rätseln und Quick-Time-Events.

## Rezeption
Tales from the Borderlands erhielt vorwiegend positive Bewertungen. Metacritic aggregiert 19 Rezensionen der Spielreihe zu einem Mittelwert von 85. Das deutsche Printmagazin Gamestar lobte die visuelle Präsentation, Humor und Charakterzeichnung des Spiels, kritisierte aber die Anspruchslosigkeit des Spielprinzip, das dem Spieler keinerlei Herausforderungen biete.